# Legoland Japan
Pour les articles homonymes, voir Legoland.
Legoland Japan (レゴランド・ジャパン, Regorando Japan) est un parc à thème situé à Nagoya, au Japon. Il a ouvert ses portes le 1er avril 2017. C'est le premier parc d'attractions Legoland au Japon, le deuxième en Asie après Legoland Malaisie et le huitième mondial.

## Histoire
Le 30 juin 2014, le groupe Merlin Entertainments annonce son intention d'ouvrir un complexe de loisirs Legoland à Nagoya. La construction débute officiellement le 15 avril 2015. Le 27 mars 2017, un train Nagoya Rinkai Rapid Transit décoré aux couleurs de Legoland circule sur la ligne Aonami pour célébrer l'ouverture du parc. Legoland Japan ouvre officiellement ses portes le 1er avril 2017. Merlin Entertainments prévoit de construire un Hotel Legoland et un aquarium Sea Life à côté du parc en 2018.

## Le parc d'attractions

### Miniland
Le parc comprend plusieurs attractions ainsi qu'un parc de miniatures composé de plusieurs monuments japonais tels que la gare de Tokyo, le temple Kiyomizu-dera à Kyoto et le château de Nagoya.

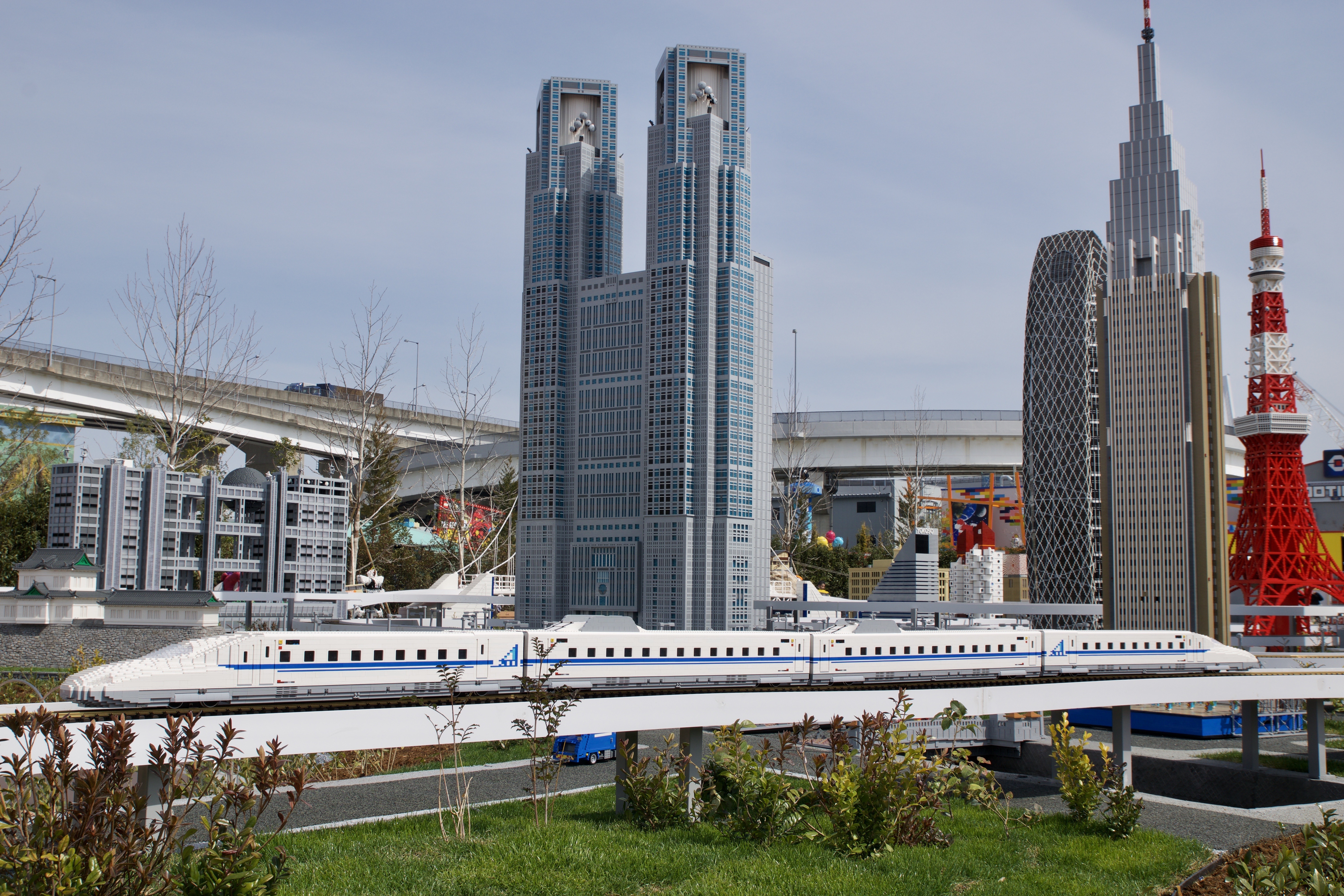
Shinkansen traversant Miniland
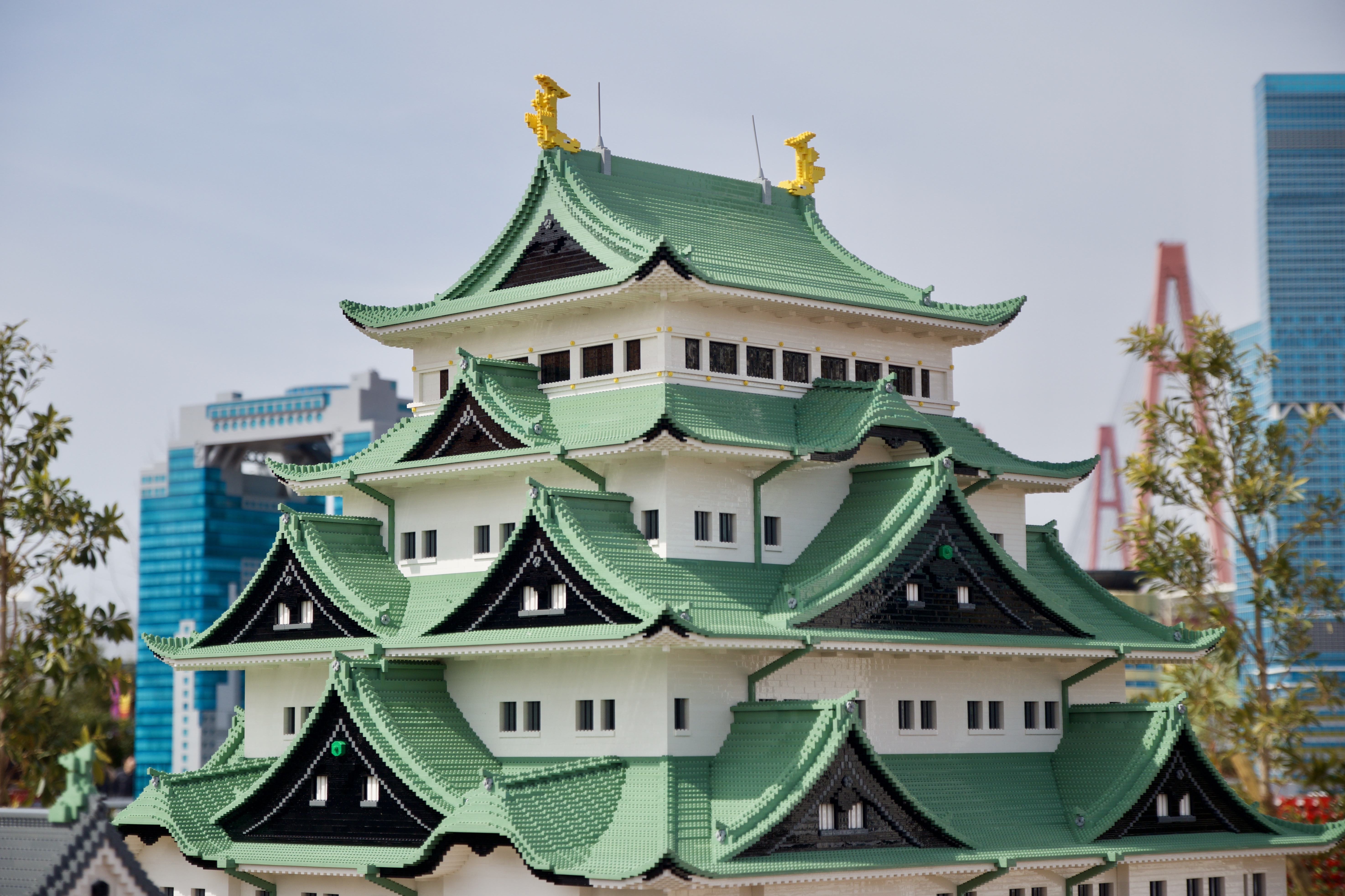
château de Nagoya
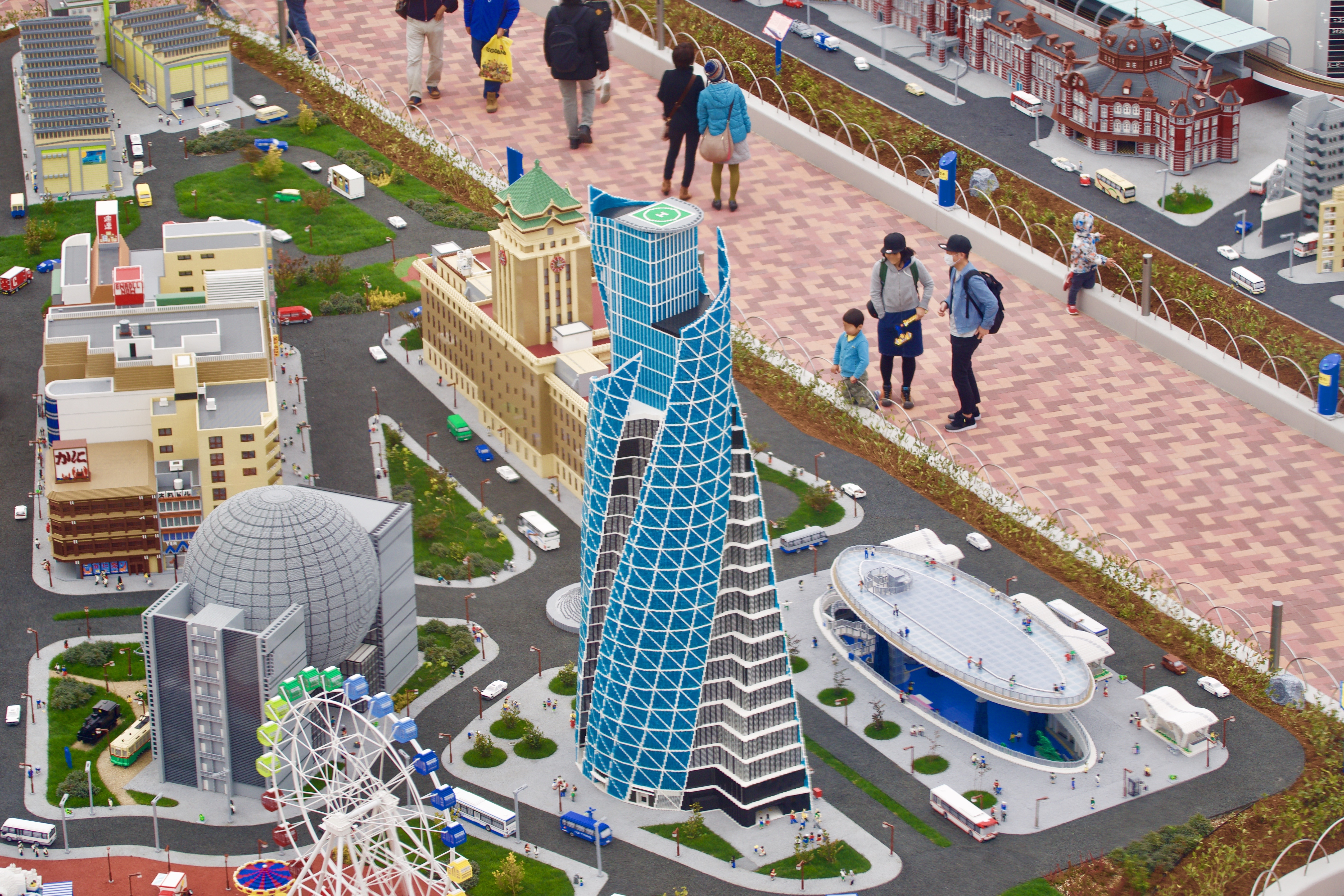
Mode Gakuen Spiral

### Attractions

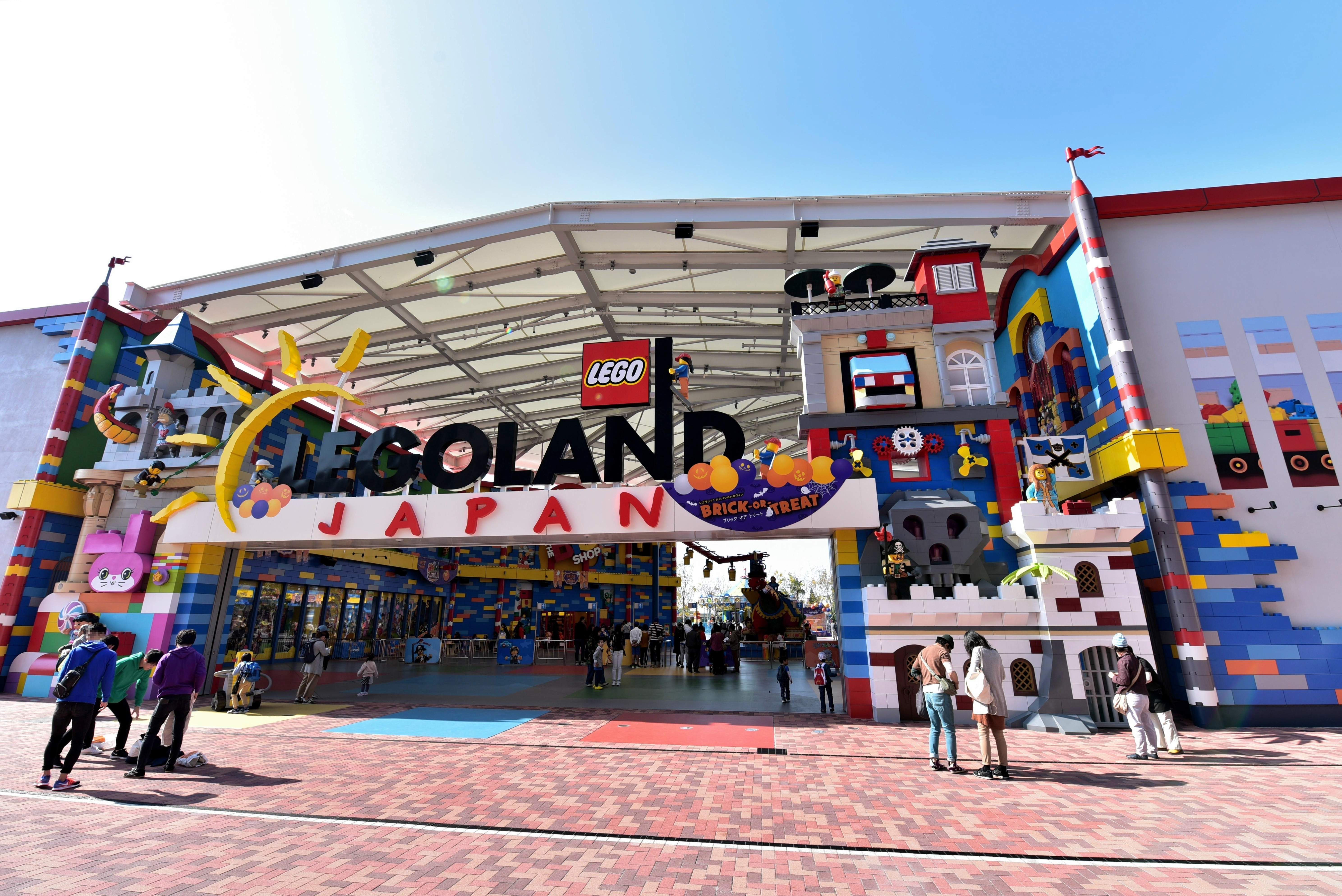
Entrée du parc

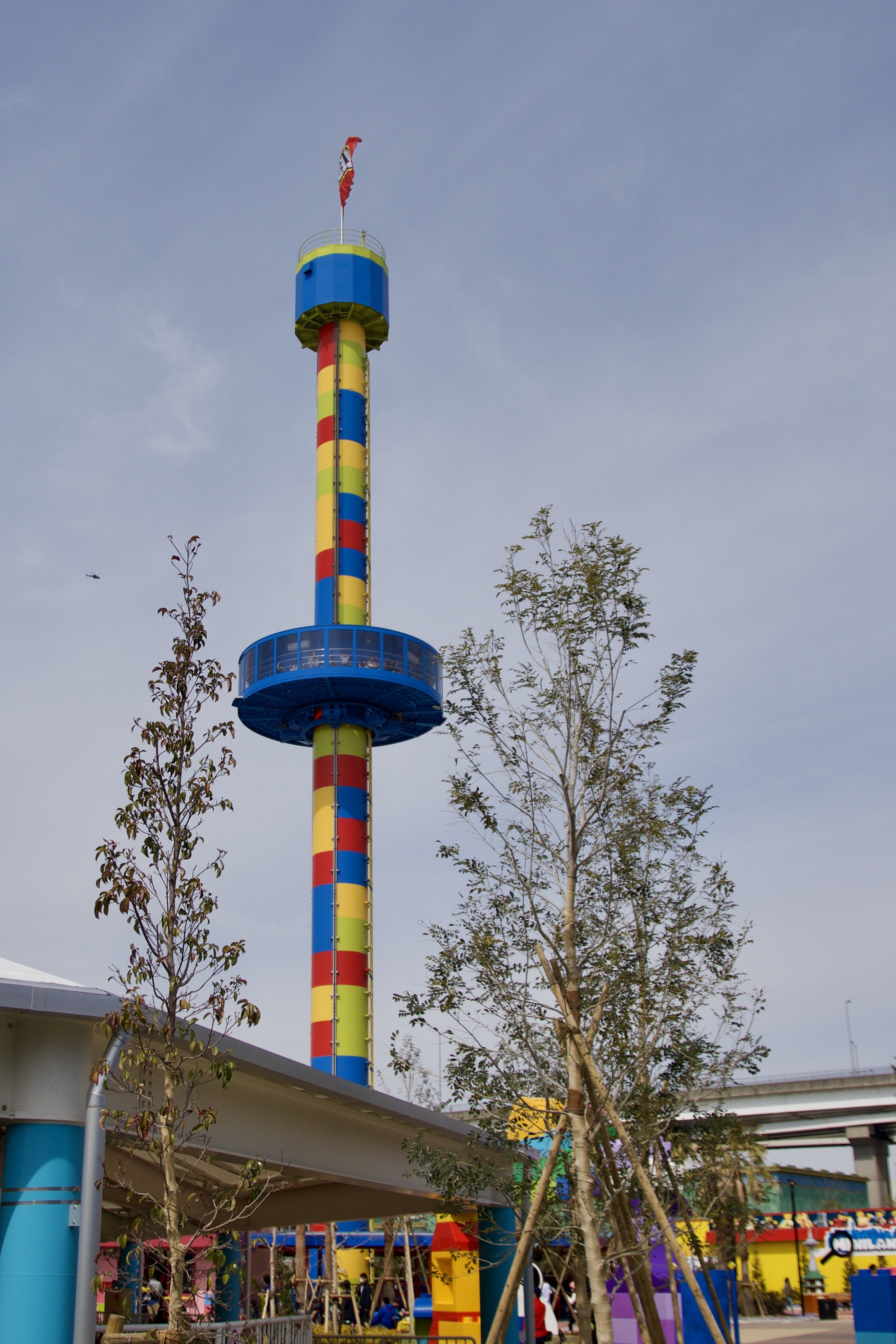
Observation Tower

Legoland Japan est divisé en 7 zones thématiques ; Factory, Bricktopia, Adventure, Knight's Kingdom, Pirate Shores, Miniland et LEGO City.

#### Montagnes russes
| Nom                 | Type                             | Constructeur | Zone     | Année |
| ------------------- | -------------------------------- | ------------ | -------- | ----- |
| Dragon Coaster      | Montagnes russes en acier        | Zierer       | Kingdoms | 2017  |
| Dragon's Apprentice | Montagnes russes en acier junior | Zamperla     | Kingdoms | 2017  |

### Autres attractions
- Anchors Away! - Rockin' Tug (2017)
- Beetle Bounce - Tour de chute junior de Zamperla (2017)
- Brick Party - Carrousel (2017)
- Cargo Ace - Flying Tigers de Zamperla
- Casraway Camp - Aire de jeux (2017)
- Cat Cloud Buster - Tours de Sunkid (2017)
- City Airport - Manège avion (2017)
- Coast Guard HQ - Ballade en bateaux (2017)
- Driving School - École de conduite (2017)
- DUPLO Express - Train junior (2017)
- Imagine Celebration - Tasses (2017)
- Jr. Driving School - Autos tamponneuses (2017)
- LEGO Factory Tour - Visite d'une usine LEGO (2017)
- Lost Kingdom Adventure - Parcours scénique interactif (2017)
- Merlin's Challenge - Musik Express (2017)
- Merlin's Flying Machines - Magic Bikes de Zamperla (2017)
- Observation Tower - Gyro Tower (2017)
- Palace Cinema - Cinéma 4D
- Pharaoh's Revenge - Aire de jeu
- Rescue Academy - Fire Brigade de Zamperla (2017)
- Splash Battle - Splash Battle de Mack Rides (2017)
- S.Q.U.I.D Surfer - Jet Skis de Zierer (2017)
- Submarine Adventure - Parcours scénique en sous-marin (2017)